# Carlo Panaro
Carlo Panaro (La Spezia, 8 dicembre 1962) è un fumettista italiano. Ha scritto oltre 1300 storie principalmente per il settimanale Topolino. È stato definito da Romano Scarpa uno dei migliori autori degli anni novanta.

## Biografia
Dopo aver completato gli studi superiori diplomandosi in ragioneria, esordì come autore di storie a fumetti sul settimanale Topolino nel 1985 con la storia "Zio Paperone e il cibo del futuro", alla quale ne seguirono molte altre, spesso incentrate sul personaggio di Topolino. Dalla fine degli anni novanta ai primi anni duemila collabora anche con altri editori scrivendo storie a fumetti anche per Il Giornalino oltre a storie promozionali come la serie Prezzemolo, mascotte di Gardaland. Insieme a Luciano Gatto nel 2008 crea un universo immaginario costituito da varie serie a fumetti per un pubblico infantile come "Il Mondo di Geo", "Marineland", "L'allegro West", "Visitors", "Amici" e "Desi & Deri". Questi personaggi hanno un loro sito, www.geoandcompany.it dove sono disponibili divertenti fumetti da leggere, materiale didattico/creativo, giochi, disegni da colorare, filastrocche.
All'inizio della sua produzione (a partire dalla sua storia di esordio Topolino e il mistero ortofrutticolo del 1986) Panaro si specializza in storie di ampio respiro aventi per protagonista soprattutto Topolino, quali Topolino e il fantastico mondo di Tagoras (1986), Zio Paperone e l'inno di Natale (1986), Paperino e la sorgente rigenerante (1989), Paperinik e il tempio indiano (1990), Topolino e la canzone di Nerone (1990), Topolino e il segreto degli Etruschi (1992), Topolino e l'operazione caos (1993), Topolino e l'artista vagabondo (1994), Chi ha rubato Topolino 2000? (1994), Topolino e l'uomo dei sogni (1996).
A partire dai primi anni 2000, quando Topolino passa a sette storie, Panaro viene incaricato di sviluppare principalmente trame brevi. Nascono così avventure che mostrano Paperi e Topi a confronto con la vita quotidiana, alle prese con equivoci, o commissioni "impossibili".